# Trigonurinae
Trigonurinae (лат.) — подсемейство жуков-стафилинид. 4 рода.

## Описание
Усики нитевидные, голова маленькая, значительно уже переднеспинки. Окраска буроватая.

## Систематика
Известно 4 рода, включая три монотипических ископаемых.
- Trigonurus Mulsant, 1847 (около 10 видов)[1][2]
  - Trigonurus asiaticus Reiche[3]
  - Trigonurus mellyi
- †Abolescus Tikhomirova, 1968
  - †Abolescus glabratus Tikhomirova, 1968[4]
- †Kovalevia Ryvkin, 1990
  - †Kovalevia onokhoica Ryvkin, 1990[5]
- †Trigunda Ryvkin, 1990
  - †Trigunda lata Ryvkin, 1990

## Палеонтология
Род †Abolescus, первоначально описанный из верхней юры Казахстана в составе подсемейства Piestinae, позднее был отнесен к Trigonurinae, тем самым являясь древнейшим представителем данного подсемейства. Из меловых отложений известно два вымерших рода Trigonurinae.